# Peter Joseph Imhoff
Peter Joseph Imhoff auch Peter Josef Imhoff (* 13. Juli 1768 in Köln; † 20. Dezember 1844 ebenda) war ein deutscher Bildhauer.

## Leben

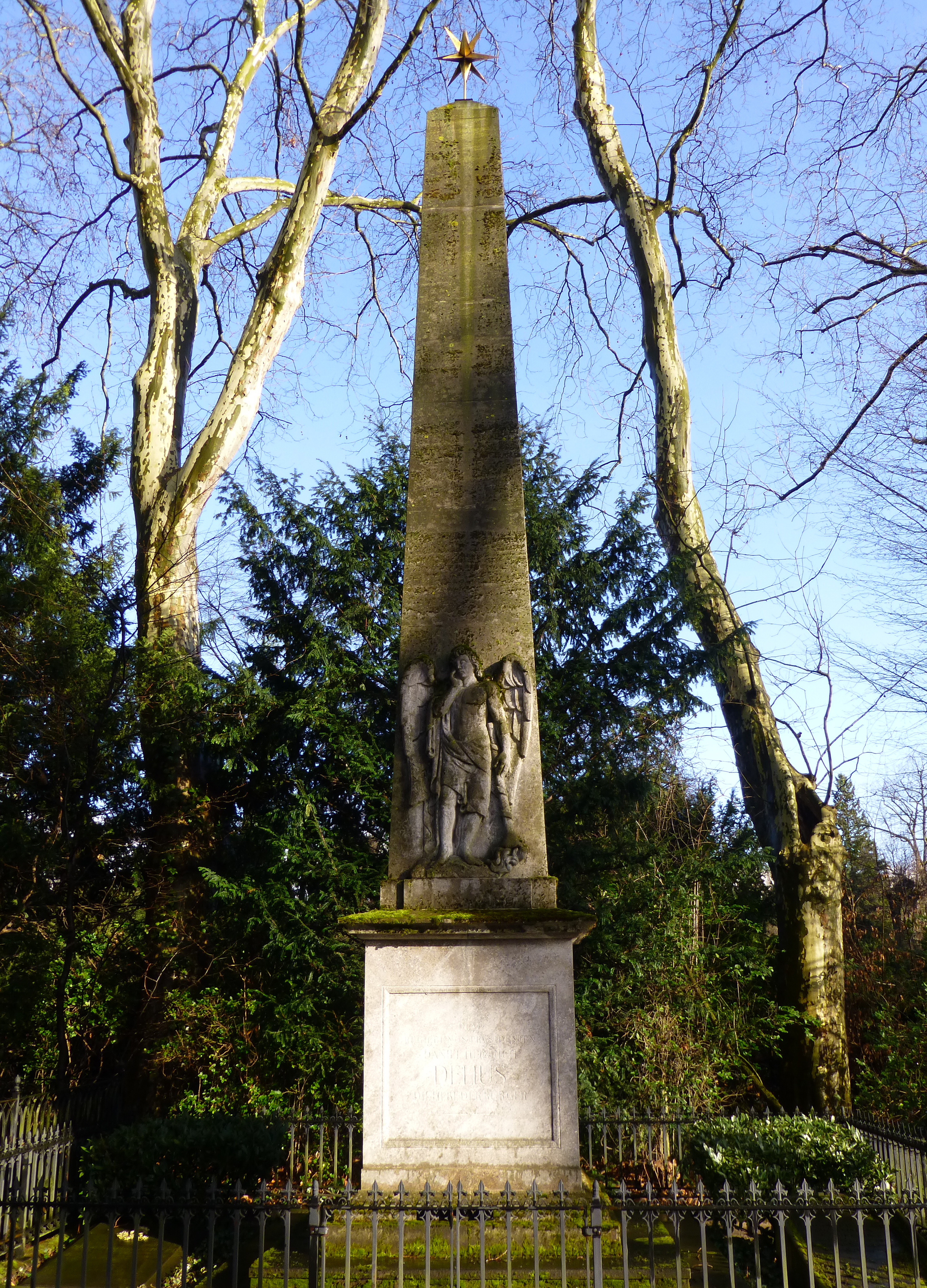
Grabstätte des Daniel Heinrich Delius auf dem Kölner Melaten-Friedhof

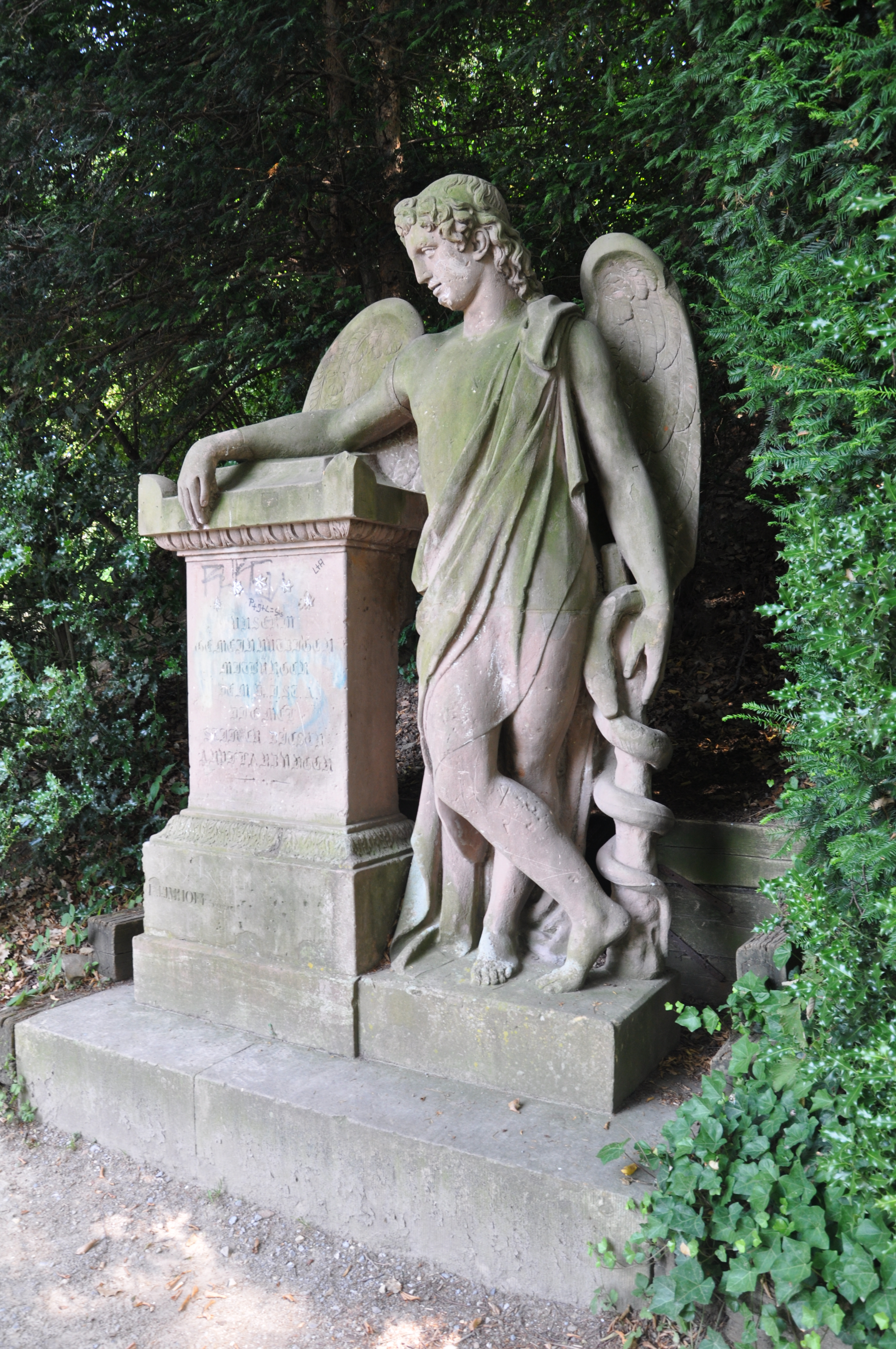
Diemel-Denkmal in Wuppertal

Peter Joseph Imhoff entstammt einer bedeutenden Kölner Bildhauer-(„Bilderbäcker“)-Familie. Er war der Sohn des Johann Joseph Imhoff (1739–1802). Gemeinsam mit seinen drei Brüdern Franz Xaver Bernard (1766–1824), Nikolaus und Anton Joseph (1784–1836) betrieben sie eine Werkstatt für gebrannte (gebackene) Tonbildwerke. Nach seiner Ausbildung im elterlichen Betrieb besuchte er die Düsseldorfer Akademie. Zwischen 1788 und 1790 entstanden eine Reihe von Tonbüsten des Baron von Hüpsch, von denen noch je ein Exemplar im Kölnischen Stadtmuseum und im Hessischen Landesmuseum Darmstadt erhalten sind. Peter Joseph Imhoff schuf Büsten von Friedrich Wilhelm III., von Ferdinand Franz Wallraf, von Karl vom Stein und seiner Gemahlin sowie vom Kölner Domvikar Kaspar Bernhard Hardy. In späteren Jahren Schuf Imhoff klassizistische Grabmäler auf dem Kölner Melaten-Friedhof, unter anderem für den preußischen Regierungspräsidenten Daniel Heinrich Delius. Für den Freiherrn vom Stein schuf er 1817 mehrere Reliefs am achteckigen, neugotischen Turm in Nassau, der nach 1815 als Denkmal der Befreiungskriege entstanden ist. Des Weiteren schuf Imhoff die Grabmäler der Familie vom Stein für die Familiengruft in Frücht. 1822 beauftragten Elberfelder Bürger um den Oberbürgermeister Johann Rütger Brüning Peter Joseph Imhoff, zu Ehren des verstorbenen Wundarztes, Johann Stephan Anton Diemel mit der Ausführung eines Denkmals. Es gehört zu den ältesten erhaltenen Bürger-Denkmalen im Rheinland. In Groß St. Martin sind am Westportal des Kirchenschiffs noch zwei lebensgroße Statuen der Aposteln Petrus und Paulus vorhanden, diese sind 1789/98 entstanden.
Sein Sohn Johann Joseph Imhoff (1796–1880) schuf 1844 das Grabmal seines Vaters auf dem Kölner Melatenfriedhof, das jedoch abgeräumt wurde.